# Mira Murati
Mira Murati (16. prosince 1988) je albánská inženýrka a podnikatelka. V roce 2018 nastoupila do technologické společnosti OpenAI – neziskové organizace pro výzkum umělé inteligence (AI), jako technická ředitelka (CTO), a od 17. listopadu 2023 převzala na tři dny funkci prozatímní výkonné ředitelky (CEO), v níž nahradila Sama Altmana. Následně se vrátila na post CTO. V září 2024 OpenAI opustila s cílem mít vlastní projekt v oblasti AI. V únoru 2025 oznámila vznik vlastního startupu Thinking Machine Labs se zaměřením na Agentic AI, které se věnuje posttrénování velkých jazykových modelů, čímž jsou následně zaměřeny na specifické oblasti například zdravotnictví, robotika či bezpečnost.
Je zastánkyní regulace AI a spolupráce technologických společností (firem) s filosofy, odborníky na etiku, sociology a umělci.

## Život
Dle profilu v médiu Fast Company Murati pochází z Albánie a do USA přicestovala za studii na Pearson United World College ve Victorii v Britské Kolumbii. Jiné prameny uvádějí, že se narodila v San Franciscu. Absolvovala obor mechanický inženýring na Thayer School of Engineering na prestižní Dartmouth College v New Hampshiru. Roku 2011 nastoupila jako analytička v bankovní společnosti Goldman Sachs a v letech 2012–2013 pracovala ve francouzské společnosti Zodiac Aerospace. Od roku 2013 pracovala v automobilce Tesla. Vedla tým vyvíjející elektromobil Model X. Od roku 2016 pracovala pro společnost Leap Motion. Už v Tesle se zajímala o umělou inteligenci a o její možné využití v různých odvětvích.
V roce 2018 nastoupila do organizace OpenAI, aby vedla probíhající výzkum a vývoj modulů ChatGPT a DALL·E 2. V květnu 2022 se stala technickou ředitelkou celé organizace. Murati stojí v čele strategie OpenAI na zapojení veřejnosti do testování vyvíjených technologií. Předtím bylo obvyklé, že vývoj probíhal za zdmi laboratoří a výměna znalostí probíhala mezi výzkumníky prostřednictvím odborných publikací. Odlišný přístup OpenAI k tématu přitáhl pozornost široké veřejnosti a do testování se zapojily miliony lidí. Mimo jiné to urychluje vývoj a může omezit případný kulturní šok ze schopností nové technologie. K březnu 2023 Murati vedla vývoj nové verze jazykového modelu GPT-4. Od pátku 17. listopadu 2023 převzala funkci prozatímní výkonné ředitelky (CEO), v níž nahradila Sama Altmana, kterého správní rada odvolala, protože ztratila důvěru v jeho schopnosti ve vedení společnosti pokračovat. Ve funkci CEO byla tři dny, následně se vrátila na původní pozici. O rok později z OpenAI odešla a půl roku na to si založila vlastní startup Thinking Machine Labs, který byl v polovině roku 2025 ceněn hodnotou 12 miliard dolarů.